# Onésiphore Carbonneau
Pour l’article homonyme, voir Carbonneau.
Onésiphore Carbonneau (17 juin 1852-25 février 1932) fut un marchand et homme politique fédéral du Québec.

## Biographie
Né à Berthier-en-Bas dans le Canada-Est, Onésiphore Carbonneau tente une première fois d'accéder à un poste de député et se portant candidat du Parti libéral du Canada dans la circonscription de Montmangy en 1878, mais il fut défait par le conservateur Auguste-C. Landry. Élu député de L'Islet lors d'une élection partielle déclenchée après la démission du député sortant Arthur Miville Déchêne qui avait accepté un poste au Sénat, il est défait en 1904.